# Oicha
Oicha est une ville  de la province du Nord-Kivu,  située à l'extrême Est de la république démocratique du Congo. C'est l'actuel chef lieu du  territoire de Beni  à 27 km au Nord de la ville de Beni. C'est un grand centre de trafic du cacao et du bois.
On observe plusieurs variations dans son écriture, on écrit parfois Owicha, Oisha, Oïcha, Hosha, Oysha, Hoysha, Hoysha.

## Géographie
Elle est située à 27 kilomètres au nord-est de Beni, sur l'axe routier Beni-Kisangani (RN 4). 
Oïcha est battue sur le plateau du Rwenzori. Elle a une altitude moyenne comprise entre 1000 et 1200 mètres. Le climat d'une région dépend de sa situation géographique autrement dit de l'altitude et la latitude. 
En tenant compte de cette position en latitude, Oïcha se situe dans la zone équatoriale. Elle a directement un climat chaud et une température moyenne variant entre 22° et 38°C environ. Ce qui explique l'hydrographie assez diversifiée. On y remarque l'existence de deux saisons : saison sèche et la saison pluvieuse. 
Malheureusement à cause d'un fort changement climatique, les saisons connaissent des perturbations, perturbations dues à la croissance de la population, population qui à son tour détruit progressivement et systématiquement l'environnement pour les raisons d'habitation, bois de chauffage, exploitation des bois pour planches, l'agriculture et l'élevage,... et cela influence beaucoup le climat. 
Oïcha se trouve dans la cuvette centrale, dans la forêt équatoriale humide avec deux saisons alternatives :
- Saison pluvieuse excessive de Mai à Novembre ;
- Saison sèche de Décembre à Mars ou Avril.
Oïcha a un sol fertile d'une composition argileuse, sableuse accessible à l'agriculture, à la construction des routes et bâtiments malheureusement la croute terrestre subit une dégradation lente et progressive.
Notons qu'Oïcha est située sur une crête telle que :
- À l'Est nous avons le bassin du Nil dont les eaux sont collectées par la rivière Bamundioma jusqu'à atteindre la Semuliki.
- À l'Ouest, nous retrouvons le bassin du fleuve Congo dont les eaux sont acheminées par la rivière Asefu et se dirigent vers les rivières Ituri et Lindi.

## Histoire
Cette cité s'est développée autour d'un grand centre hospitalier implanté dans le milieu vers les années 1933 par le missionnaire Carl Becker de l'Africa Inland Mission (A.I.M) qui se traduit en français : Mission au Centre de l'Afrique dont le but était d'évangéliser les personnes qui vivaient dans cette contrée.
Premier hôpital du milieu pour les noirs. Il a reçu les malades en provenance de tous les coins du pays et même des pays voisins du Congo, surtout : l'Ouganda, le Rwanda et la Tanzanie.
Après guérison, certains jugèrent bon de rester à Oïcha à cause de la fertilité du sol. Ils deviennent des agriculteurs car le sol était fertile.
Oïcha a obtenu le statut de cité  par l'ordonnance loi n° 87-238 du 29 Juin, portant organisation territoriale politique et administrative. Cette cité qui était jadis un village qui s'est vite développée autour d'un hôpital implanté dans le milieu est devenue effective le 7 Juillet 1988 sous la discussion de Musosa Musonga son premier chef de cité.
En juin 2013, l'agglomération de Oïcha se voit conférer le statut de ville, constituée de trois communes : Asefu, Mamundiona et Mbimbi.

## Administration
Chef-lieu territorial de 49 392 électeurs enrôlés en 2018, la localité a le statut de commune rurale de moins de 80 000 électeurs, elle compte 7 conseillers municipaux en 2019.

## Population
Pour Oicha, les données sur la population ne sont pas toujours disponibles pour chaque année et peuvent varier en fonction des sources, notamment en raison des mouvements de population liés à l'insécurité dans la région.
Voici un aperçu des chiffres disponibles :
* **2004 :** 43 065 habitants (selon Wikipédia)
* **2012 :** 52 921 habitants (selon Wikipédia)
* **Avant la crise (date non précisée, mais probablement autour de 2019-2020) :** Estimée à 140 000 habitants (selon un rapport de l'Evaluation Rapide Multisectorielle de janvier 2021)
* **Novembre 2021 :** Radio Okapi mentionnait 150 000 habitants servis en eau potable à Oicha, ce qui pourrait donner une indication sur la population à ce moment-là.
* **Août 2022 :** Un rapport mentionne une population totale de 125 347 habitants pour la Commune rurale d'Oicha, avec environ 31 752 personnes déplacées internes.
Il n'existe pas de chiffre précis et officiel pour la population d'Oicha pour 2025. Cependant, étant donné les mouvements de population importants et l'insécurité persistante dans la région, il est probable que la population ait fluctué depuis les dernières estimations. Les rapports du Displacement Tracking Matrix (DTM) de l'OIM donnent des chiffres sur les déplacés et les retournés, mais ne fournissent pas directement un chiffre de population totale pour Oicha en 2025.
En résumé, la population d'Oicha a connu une croissance significative entre 2004 et les années 2010, mais a également été fortement impactée par les déplacements de population. Une estimation précise pour 2025 est difficile à établir sans données de recensement ou d'enquête plus récentes et complètes.
Enlever la source
Le recensement date de 1984,.
| 1984 | 2004   | 2012   |
| ---- | ------ | ------ |
| -    | 43 065 | 52 921 |

## Économie
Les activités principales de la population d'Oïcha sont l'agriculture, le commerce, l'exploitation forestière et l’artisanat. On y cultive plus le cacao et le café.
Lieu où est fabriqué le savon Simba. L'usine de fabrication propre à SOLI  KAMWIRA par sa fondation dit FO.KA.MWI.SO. mais également la base de la maison KASUKU, Complexe LA COLOMBE,...
Actuellement avec plus des jeunes entrepreneurs. Également on y produit plus de bois. Une entité qui sera ville industrielle agricole à cause de sa population dynamique en agriculture.